# Везен (зоря)
Везен (δ CMa, δ Великого Пса, Дельта Великого Пса) — третя за яскравістю зорею в сузір'ї Великого Пса (після Сіріуса та Адари). Яскравий надгігант спектрального класу F8, видима зоряна величина +1,83. 

## Розташування на зоряному небі
δ Великого Пса розташована на 10 градусах на південь від Сіріуса й на широті Києва підіймається над горизонтом не вище 13 градусів. На схід від цієї зорі на відстані 1,3 кутових градуса розташоване Розсіяне скупчення NGC 2354. Як і решта зір сузір'ї Великого Пса Везен у північній півкулі найкраще видно взимку та в південній півкулі — улітку.
δ Великого Пса перебуває на відстані близько 1800 світлових років від Сонця та належить до OB асоціації, що в розсіяному скупченні Коліндер 121, центр якого лежить поблизу зорі Омікрон Великого Пса. Враховуючи вік зорі, її належність до OB асоціації та власну швидкість руху в галактиці, вона належить до I-го типу зоряного населення.
Коли б Везен був розташований на такій же відстані від Землі, як і Сіріус, то він був би таким же яскравим як половина диску Місяця.

## Походження назви
Назва «Везен» походить із середньовічної араб. وزن аль вазн, що в сучасній арабській мові означає "вага". Середньовічні араби вживали однакову назву для пари зір: δ Великого Пса та β Центавра.  За іншими даними ця назва вживалася для зір Альфи та Бети Центавра. 

## Фізичні властивості
Везен є  жовто-білим яскравим  надгігантом, чий радіус перевищує радіус Сонця в 215 разів, а його маса більша за сонячну масу в 17 разів. Температура його поверхневих шарів становить усього 5818 K. Його світність перевищує сонячну майже в 50 тисяч разів, а абсолютна зоряна величина (М) становить -6.87. 
Він обертається навколо своєї осі зі швидкістю близько 28 км/сек й, відповідно, здійснює повний оберт протягом приблизно одного земного року. Завдяки великій масі, Везен вже завершив свою еволюцію на головній послідовності й у віці близько 10 мільйонів років термоядерні реакції горіння водню в його ядрі призупинилися.  Його оболонка розширюється й охолоджується. У міру того як у його ядрі розпочнуться реакції горіння гелію, а згодом — і важчих елементів, через 100 тисяч років Везен поступово перетвориться на червоний надгігант, оскільки температура його зовнішніх шарів буде ще меншою. Коли, внаслідок термоядерних реакцій, його ядро майже повністю перетвориться на залізне, зоря зколапсує й вибухне як наднова.